# Panemeria policula
Panemeria policula là một loài bướm đêm trong họ Noctuidae.